# Hermann Voith
Hermann Voith (* 1878 in Heidenheim an der Brenz; † 1942) war ein deutscher Unternehmer. Er war ein Sohn Friedrich Voiths und wurde 1906 in die Geschäftsführung der im Maschinenbau tätigen Firma Voith aufgenommen.
Hermann Voith war der zweitälteste von drei Söhnen des Unternehmers Friedrich Voith. Sein älterer Bruder war Walther Voith, sein jüngerer Hanns Voith. Hermann besuchte die Elementar- und Lateinschule in Heidenheim und machte 1897 sein Abitur am Karls-Gymnasium in Stuttgart. Danach studierte er Rechtswissenschaften in Tübingen, Straßburg, Kiel und Heidelberg. In Tübingen wurde er 1898 Mitglied des Corps Rhenania. 1903 wurde er zum Dr. jur. promoviert. Nach dem Militärdienst trat er ins väterliche Unternehmen ein, wo er in den verschiedenen kaufmännischen Abteilungen arbeitete und zum engsten Mitarbeiter des damaligen kaufmännischen Direktors Gottschick wurde. Mehrere Monate lernte er das Vertreterbüro von J. M. Voith in Manchester kennen, 1911/12 war er in den USA und Kanada.
Nachdem Walther Voith bereits seit 1904 die Fabrik in Österreich leitete, wurde Hermann, 1906 in die Geschäftsführung aufgenommen. Im Jahr 1912 wandelte Friedrich das Unternehmen in eine Offene Handelsgesellschaft um und übertrug den beiden einen Großteil seiner Geschäftsanteile. Friedrich Voith starb 1913 und nur einen Monat später wurde auch der dritte Sohn, Hanns, in die Geschäftsführung aufgenommen. Hermann verantwortete die kaufmännischen Belange des Heidenheimer Stammhauses und Hanns die technische Abteilung in Heidenheim.